# 2013 en Bretagne
 Chronologie de la Bretagne
- 2009
- 2010
- 2011
- 2012
- 2013
- 2014
- 2015
- 2016
- 2017

Cette page recense des événements qui se sont produits durant l'année 2013 en Bretagne.

## Société

### Faits sociétaux
- 10 mai : L'extension .bzh est validée par l'ICANN, pour un déploiement prévu à partir de l'année suivante[1].
- Octobre 2013 : début du Mouvement des Bonnets rouges
  - 2 novembre : Entre 15 000 et 30 000 personnes manifestent à Quimper contre l'écotaxe[2].
  - 13 décembre : signature à Rennes d'un « pacte d'avenir pour la Bretagne » par le gouvernement et des élus locaux[3]
- 16 novembre : Manifestations anti-équitaxe à Quimper, Brest, Rennes et Nantes[4]. 2 000 personnes manifestent à Nantes avec 300 poneys[5], 2 500 à Rennes où un flashmob est organisé pour l'occasion[6].

### Éducation
- 3 janvier : Michel Quéré est nommé recteur de l'académie de Rennes en remplacement d'Alexandre Steyer[7].
- Février : débuts des cours de breton à l'institut d'études politiques de Paris[8].
- 27 mai : Réélection de Pascal Olivard à la tête de l'université européenne de Bretagne[9].
- 24 août : annonce d'un partenariat entre l'université Rennes 2 et l'Université Harvard dans le cadre d'une mise en place d'enseignement du breton dans l'université américaine[10].

### Catastrophes naturelles
- Tempêtes

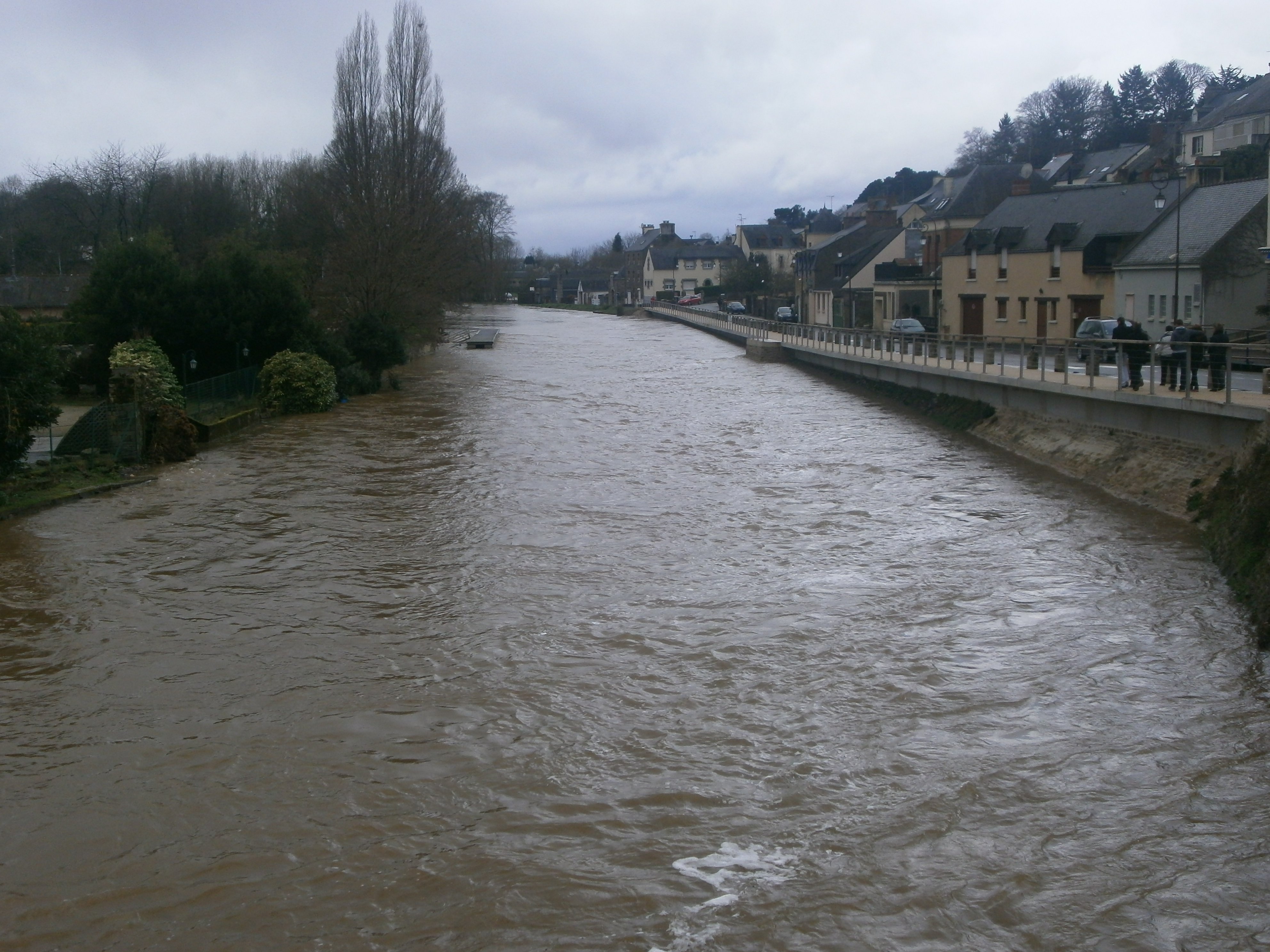
Inondation à Josselin à la suite du gonflement de la rivière l'Oust après le passage de la tempête Dirk.

  - 27 et 28 octobre : la tempête Christian coupe plus de 30 000 foyers d'électricité en région Bretagne, des pointes de vent de 139 km/h sont enregistrées à Camaret et à 115 km/h à Groix et en Loire-Atlantique[11].
  - 23 et 24 décembre : la tempête Dirk coupe plus de 130 000 foyers d'électricité en région Bretagne, des pointes de vent de 122 km/h sont enregistrées à la pointe du Raz, à 108 km/h à Groix[12].

- Inondations :
  - 53 communes du Finistère, d’Ille-et-Vilaine et de Loire-Atlantique sont reconnues en état de catastrophe naturelle pour inondations et coulées de boue consécutives à la tempête Dirk[13]. Quimperlé a subi d'importants dégâts, avec un mètre d'eau (et jusqu'à 4,70 m) dans la ville et l'écroulement d'une maison[14]. Châteaulin et Morlaix sont également très touchés.
  - 26 décembre : Le ministre de l'intérieur Manuel Valls se rend dans les communes bretonnes touchées par les inondations[15].

- Séismes
  - 11 octobre : un séisme de magnitude 3,9 est enregistré à l'est de Brest[16].
  - 21 novembre : un séisme de magnitude 4,5 est enregistré au nord-ouest de Vannes[17].
  - 11 décembre : un séisme de magnitude 3,5 est enregistré au sud de Brest[18].
  - 12 décembre : un séisme de magnitude 3 est enregistré au nord-ouest de Châteaulin[18].

### Décès
- 5 janvier : Pierre Cogan, coureur cycliste, vainqueur notamment du Grand Prix Ouest-France de Plouay et du Grand Prix des Nations[19]
- 6 janvier : Michel Guiomar, écrivain et philosophe, professeur d'esthétique à l'Université Paris-Sorbonne (Paris-IV)[20]
- 10 janvier : Jean-Christophe Cassard, professeur d'histoire médiévale à l'université de Bretagne occidentale de Brest et spécialiste de la Bretagne médiévale[21].
- 18 janvier : Yann Poilvet, journaliste, résistant et militant breton[22].
- 20 janvier : Gilles Le Blanc, économiste[23]
- 25 janvier : Kristian Brisson, écrivain bretonnant[24].
- 5 février : Joseph Madec, évêque catholique et évêque de Fréjus-Toulon de 1983 à 2000[25].
- 7 février : Gabriel de Poulpiquet, militaire, agriculteur et député de la 3e circonscription du Finistère entre 1958 et 1978[26].
- 28 février : Jean Honoré, cardinal français, archevêque de Tours de 1981 à 1997[27].
- 18 mars : Pierre-Yves Moign, compositeur de musique[28].
- 3 avril : Guy Cotten, fondateur des Établissements Guy Cotten à Concarneau, fabricant de vêtements de mer et célèbre pour son ciré jaune[29].
- mai : Henri Combot, footballeur, joueur du Stade rennais dans les années 1940[30].
- 6 mai : Alain Jégou, poète, lauréat des prix Prix Livre et Mer Henri Queffélec et Xavier Grall[31].
- 21 juillet : Denys de La Patellière, réalisateur et scénariste français. Il a dirigé entre autres Un taxi pour Tobrouk[32].
- 31 juillet : Jean-Michel Lemétayer, syndicaliste agricole français et ancien président de la FNSEA[33].
- 29 aout : Xavier Krebs, peintre et céramiste[34].
- 30 septembre : Louis de La Forest, sénateur d'Ille-et-Vilaine de 1971 à 1989[35].
- 4 octobre : Jean-Louis Goasduff, ancien maire de Plabennec (1965-1995) et ancien député de la troisième circonscription du Finistère (1978-1997)[36].
- 12 octobre : Bernard Merdrignac, professeur d’histoire médiévale à l’université Rennes 2 Haute Bretagne[37].
- 17 novembre : Michel Cointat, ancien maire de Fougères, ministre de l'Agriculture entre 1971 et 1972 et député d'Ille-et-Vilaine de 1967 à 1993[38]
- 6 décembre : Jean Bosser, botaniste et ingénieur agronome, spécialiste de la flore de Madagascar.

## Économie
L'année 2013 est marquée par un véritable effondrement du secteur agroalimentaire, avec la mise en difficultés de grandes entreprises du secteur telles que Marine Harvest, Gad, Tilly-Sabco et Doux, particulièrement dans le département du Finistère. Cette crise, combinée à l'annonce de la mise en place de l'écotaxe, est l'une des causes majeures de la naissance du mouvement des bonnets rouges.
- 18 juin : créé en 1963 par François Pinault, le groupe PPR change de nom pour prendre celui de Kering. Voulu par François-Henri Pinault comme « une nécessité et une opportunité d’affirmer notre identité », ce nouveau nom mêle les origines bretonnes du groupe et son statut international[40].
- 11 octobre : le tribunal de commerce de Rennes valide 889 licenciements et la fermeture de 3 sites des abattoirs Gad à Saint-Nazaire, Lampaul-Guimiliau et Saint-Martin-des-Champs. L'abattoir de Josselin et les 600 emplois qui en dépendent sont maintenus[41]
- 22 octobre : des ex-salariés du site Lampaul-Guimiliau de Gad bloquent l'accès au site de Josselin, provoquant des tensions et des échauffourées[42]

## Culture

### Sorties d'albums
Le grand prix du disque du Télégramme réalise une sélection de 24 albums, présentés sur le blog du concours.
- 5 février : I'm dead, thanks for asking de Bobby & Sue
- 14 février : L'asymétrique d’e-sens
- 26 mars : Molène Saison II de Didier Squiban
- 18 mars : Robotank-z de Chapi Chapo et les petites musiques de pluie
- 20 avril : Babel Pow Wow de Dom DufF
- 20 avril: Boson de Hiks
- 20 avril : Just Playing d’Outside Duo
- 13 mai : Olli goes to Bollywood d’Olli and the Bollywood Orchestra
- 20 juin : Fest-Rock
- 21 juin : Lammdour de Ronan Le Bars Group
- 24 juin : PenInsular de Robin Foster
- 24 juin : Roses (Songbook Vol. 4) de Cécile Corbel
- 22 juillet : 40th Anniversary Olympia 2012 d'Alan Stivell
- 23 septembre : Thomas Fersen & the Ginger Accident
- 21 octobre : Le voyage astral de Frédéric Guichen
- 21 octobre : Le Train Birinik de Régis Huiban Quartet
- 28 octobre : Miroirs de l’Ensemble Matheus
- 2 novembre : El-TaQa de Startijenn
- 2 novembre : Beo de Gwennyn
- 2 novembre : C'est ça qu'on aime vivre avec de Gilles Servat
- 4 novembre : Villa Rosa de Da Silva
- 11 novembre : Les Ânes de Bretagne de Gigi Bourdin et Lors Jouin
- 23 novembre : Joa
- 23 novembre : IV d’Arvest
- 29 novembre : A p'tits pas par Les Goristes

### Publications de livres
- 17 janvier : réédition de Et parlez-moi de la terre... de Xavier Grall, aux éditions Terre de Brume[44]
- 15 mars : Rok, par Frank Darcel et divers auteurs, aux éditions LADTK[45]
- avril : publication du Dictionnaire amoureux de la Bretagne de Yann Queffélec chez Plon[46].
- 11 septembre : réédition du Cheval couché de Xavier Grall, aux éditions Terre de Brume[47]

## Sports

### Basket-ball
- Du 15 au 30 juin : Championnat d'Europe de basket-ball féminin 2013
  - le complexe sportif de Kercado (Vannes) accueille 12 matchs entre le 15 et le 17 juin

### Cyclisme

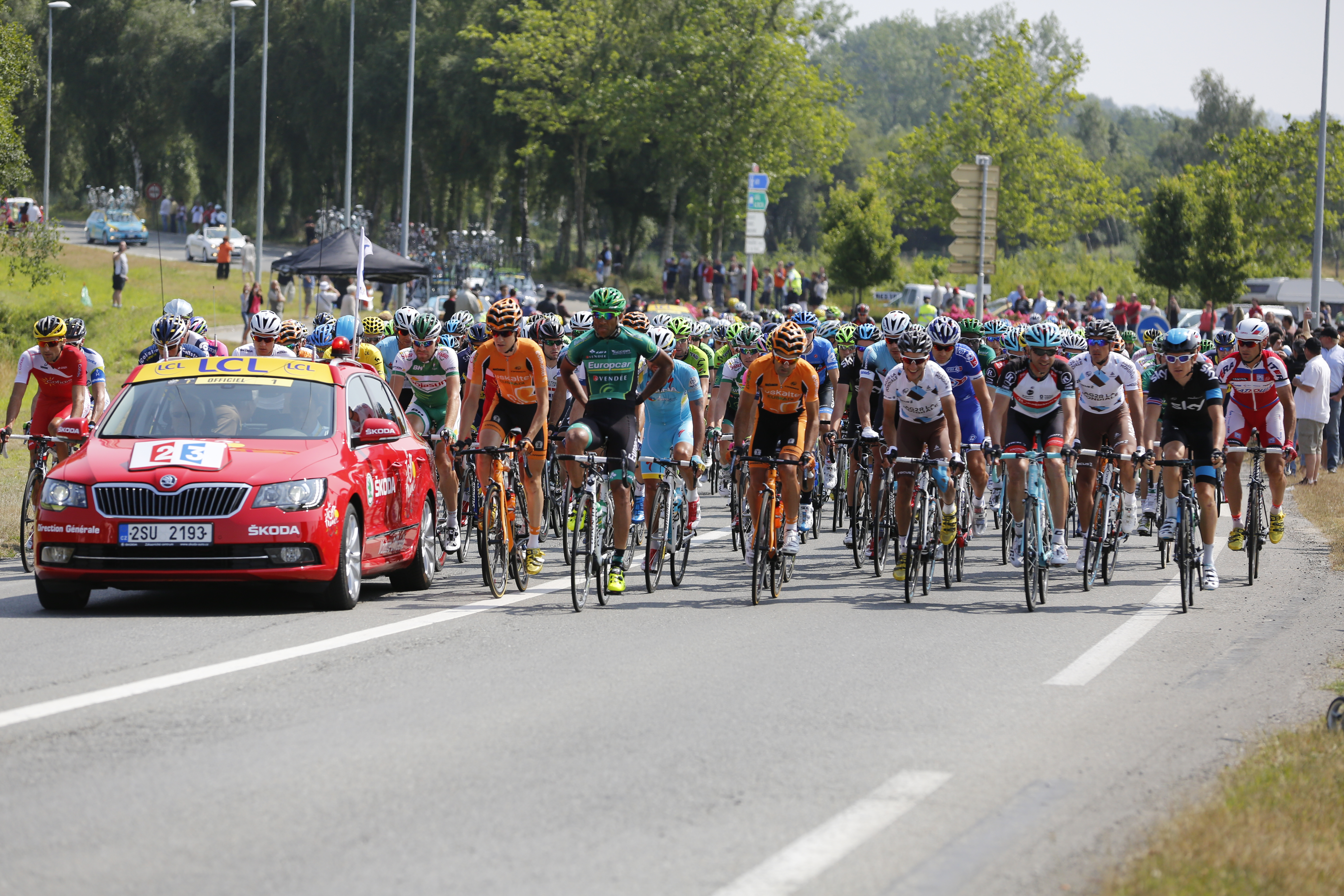
Le peloton du tour de France passant le 11 juillet dans la région de Fougères.

- 29 mars : Alessandro Malaguti remporte la 17e édition de la Route Adélie de Vitré
- 31 mars : Nacer Bouhanni remporte la 13e édition de la Val d'Ille Classic
- 13 avril : Cyril Gautier remporte la 30e édition du Tour du Finistère
- 14 avril : Francis Mourey remporte la 30e édition du Tro Bro Leon
- Du 25 avril au 1er mai : organisation de la 47e édition du Tour de Bretagne, remportée par Riccardo Zoidl
- 25 mai : Samuel Dumoulin remporte la 37e édition du Grand Prix de Plumelec-Morbihan
- 26 mai : Matthieu Ladagnous remporte la 57e édition des Boucles de l'Aulne
- Du 15 au 23 juin : Lannilis accueille les épreuves élite des championnats de France de cyclisme sur route
- Juillet : deux étapes du Tour de France en terres bretonnes :
  - le 9, la 10e étape, entre Saint-Gildas-des-Bois et Saint-Malo, voit la victoire de Marcel Kittel[48].
  - le 11, la 12e étape, entre Fougères et Tours, voit la victoire de Marcel Kittel[49].
- Du 27 au 29 juillet : organisation de la 14e édition du Kreiz Breizh Elites, remportée par Nick van der Lijke
- 1er septembre : Filippo Pozzato remporte la 77e édition du Grand Prix de Plouay

### Équitation
Une participation record aux épreuves bretonnes d'endurance équestre est enregistrée, en raison de l'approche des Jeux équestres mondiaux de 2014 en Normandie. Cinq cavaliers d'endurance bretons ont remporté un CEI** ou un CEI*** en 2013.
- 2 juin : Favrel décroche le CEI* des Equi-Deiz à Corlay[52]
- 24 juin : Dominique Daniel et Santa du Perros remportent les 90 km vitesse libre du championnat d'endurance de Bretagne[53]
- 14 septembre : La jeune Géraldine Brault remporte le CEI** de Coatélan-Plougonven[54]. L'artiste international Mario Luraschi donne un spectacle au stade équestre du Val Porée[55].

### Football
- Trois clubs bretons participent à l'édition 2012-2013 du Championnat de France de football : le FC Lorient, le Stade brestois, et le Stade rennais. Le club lorientais obtient le meilleur classement, terminant à la huitième place. Le Stade brestois est relégué en Ligue 2 après trois saisons consécutives passées dans l'élite. À l'inverse, l'En Avant de Guingamp et le FC Nantes font leur retour en Ligue 1.
- L'EA de Guingamp termine septième de l'édition 2012-2013 du championnat de France de football féminin.
- 20 avril : le Stade rennais dispute pour la première fois de son histoire la finale de la Coupe de la Ligue, mais s'incline face à l'AS Saint-Étienne sur le score d'un but à zéro[56].
- 8 mai : Le FC Lorient est éliminé en demi-finale de l'édition 2012-2013 de la coupe de France de football par l'Évian Thonon Gaillard FC
- Juillet : Ouverture de l'Espace FCL[57], nouveau centre d'entraînement du FC Lorient.

### Football gaélique
- 25 mai : L'EG Haute-Bretagne Liffré remporte l'édition 2012-2013 du championnat de Bretagne
- 2 juin : L'EG Haute-Bretagne Liffré remporte l'édition 2012-2013 de la coupe de Bretagne contre le GF Bro Sant-Brieg
- 15 juin : L'EG Haute-Bretagne Liffré remporte l'édition 2013 du championnat de France

### Handball
- Le Cesson Rennes MHB et le HBC Nantes participent à l'édition 2012-2013 du championnat de France de handball masculin. Les Rennais terminent la compétition à la septième place du classement, tandis que les Nantais se classent cinquième et se qualifient pour la Coupe EHF.
- Le Nantes Loire Atlantique Handball remporte l'édition 2012-2013 du championnat de France féminin de division 2 et jouera la saison suivante, pour la première fois de son histoire, dans l'élite du handball féminin.

### Natation
- Du 9 au 14 avril : Rennes accueille l'édition 2013 des championnats de France de natation

### Rink-hockey
- Trois clubs bretons participent à l'édition 2012-2013 du championnat de France de rink hockey masculin : le SPRS Ploufragan, le HC Quévert et le RAC Saint-Brieuc. Les clubs quévertois et briochin terminent sur le podium, respectivement deuxième et troisième, et se qualifie, pour l'édition 2013-2014 de la coupe CERS.
- L'ALC Bouguenais et l'AL Ergué-Gabéric remportent respectivement les poules Sud et Nord de l'édition 2012-2013 du Nationale 2 (remportée par l'équipe réserve du HC Quévert) et accèdent, pour la saison suivante, à la Nationale 1.
- Le HC Quévert est éliminé en phase de poules de l'édition 2012-2013 de la ligue européenne.

### Rugby à XV

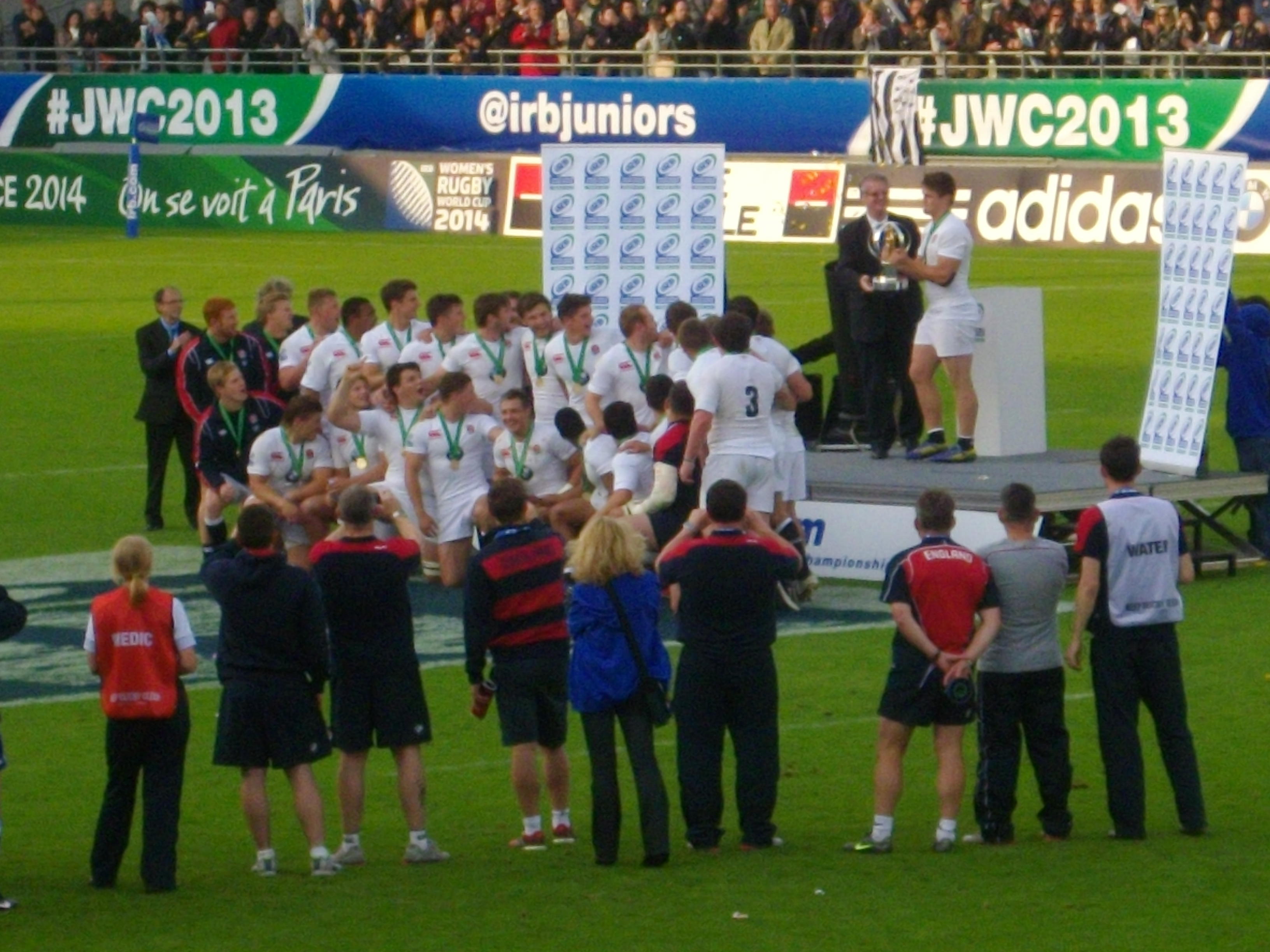
L'équipe d'Angleterre vainqueur du championnat du monde junior de rugby à XV 2013.

- Du 5 au 23 juin : Championnat du monde junior de rugby à XV 2013 organisé à La Roche-sur-Yon, Nantes et Vannes
  - les stades de la Rabine (Vannes) et Pascal-Laporte (Nantes) accueillent chacun 6 matchs de poules jusqu'au 13 juin
  - le stade Pascal-Laporte accueille 4 matchs de classement les 18 et 23 juin
  - le stade de la Rabine accueille les demi-finales le 18 juin, et, le 23, le match pour la troisième place et la finale, sacrant l'équipe d'Angleterre.

### Tennis de table
- La GV Hennebont TT termine quatrième de l'édition 2012-2013 du championnat de France de pro A masculin. Le club participe également à l'édition 2012-2013 de la Ligue des champions et est éliminé dès les phases de poules.
- Le Quimper Cornouaille TT remporte l'édition 2012-2013 du championnat de France de pro A féminin et est promu en championnat de France Pro A pour son édition 2013-2014.

### Volley-ball
- La section féminine du Quimper Volley 29 termine deuxième de l'édition 2012-2013 du championnat de France d'Élite et accède, pour la première fois de son histoire, au championnat de France de volley-ball féminin, première division du volley-ball féminin français, pour la saison 2013-2014.
- Deux clubs participent à la saison 2012-2013 du championnat de France masculin. Nantes Rezé termine troisième ; tandis que le Rennes Volley 35 termine huitième.

## Infrastructures

### Constructions
- Juillet : ouverture du centre d'entrainement du FC Lorient à Ploemeur[58].
- 1er juillet : inauguration de l'hôpital du Scorff, à Lorient[59].
- 12 septembre : inauguration du bâtiment de l'ENSIBS de l'université de Bretagne Sud sur le campus de Saint-Maudé à Lorient[60].
- Octobre : début des travaux du tunnel de Kérino, au sud du port de Vannes[61].
- 4 octobre : inauguration du bâtiment de la Faculté de droit, des sciences économiques et de gestion de l'université de Bretagne Sud sur le campus de Tohannic à Vannes[62].

### Destructions

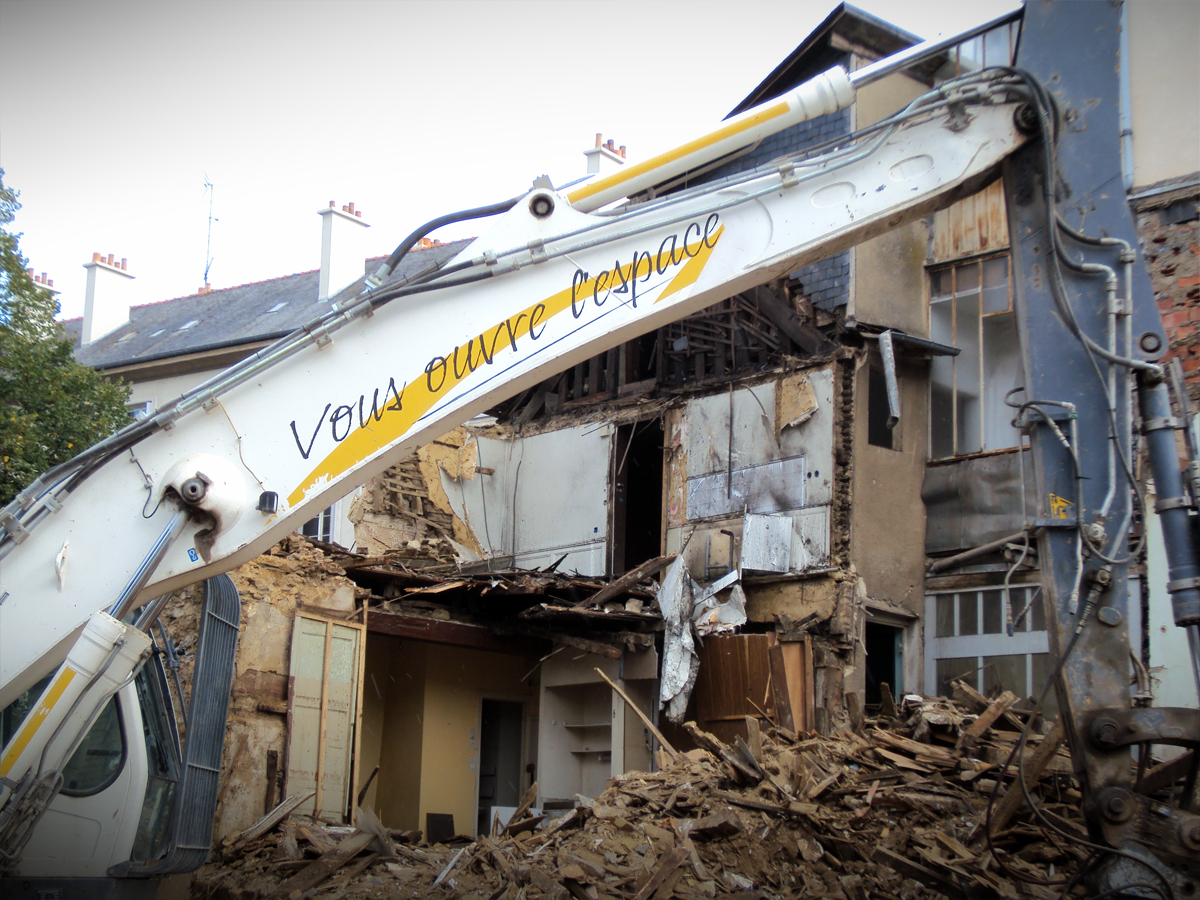
Destruction du Chat qui pêche.

- Juin à décembre : série d'une quinzaine de vandalismes visant des édifices religieux dans le nord-ouest du Morbihan, touchant notamment le calvaire de Melrand, la chapelle Notre-Dame du Guelhouit, ou encore la chapelle et le calvaire de Castennec à Bieuzy[63]
- 2 août : chute du premier portique écotaxe à Guiclan, prélude au mouvement des Bonnets rouges[64].
- Octobre : Destruction de l'îlot du Chat qui pêche, à Rennes, pour la construction de la ligne b du métro
- 1er décembre : incendie du manoir de La Jacquelot entièrement détruit à Quistinic[65].

### Protections
Liste des bâtiments classés ou inscrits au titre des monuments historiques en 2013.
- Côtes d'Armor[66] :
  - Château de Bienassis à Erquy, classement par arrêté du 25 avril 2013.
  - Église Saint-Michel de Saint-Michel-en-Grève, inscription par arrêté du 3 juillet 2013.
- Finistère[66] :
  - Ensemble défensif de la Pointe du Toulinguet à Camaret-sur-Mer, classement par arrêté du 25 avril 2013.
  - Église Sainte-Croix au Conquet, inscription par arrêté du 3 juillet 2013.
  - Fort Cigogne à Fouesnant, classement par arrêté du 14 février 2013.
  - Batterie de Cornouaille à Roscanvel, classement par arrêté du 25 avril 2013.
- Ille-et-Vilaine[66] :
  - Château du Logis à La Chapelle-aux-Filtzméens, inscription par arrêté du 19 septembre 2013.
  - Château de la Vieuville à Le Châtellier, inscription par arrêté du 19 septembre 2013.
  - Église Saint-Louis-Marie-Grignion-de-Montfort à Montfort-sur-Meu, inscription par arrêté du 3 mai 2013.
  - Ancienne abbaye Saint-Melaine à Rennes, classement par arrêté du 2 juillet 2013.
  - École d'Agriculture de Rennes à Rennes, inscription par arrêté du 22 octobre 2013.
  - Malouinière Le Valmarin à Saint-Malo, inscription par arrêté du 14 novembre 2013.
  - Malouinière du Grand Val Ernoul à Saint-Méloir-des-Ondes, inscription par arrêté du 14 novembre 2013.
  - Chapelle Notre-Dame de Beauvais à Le Theil-de-Bretagne, inscription par arrêté du 18 mars 2013.
  - Église Saint-Martin à Vendel, inscription par arrêté du 6 février 2013.
  - Église Saint-Martin de Vitré, inscription par arrêté du 3 mai 2013.
- Loire-Atlantique[66] :
  - Ancien observatoire astronomique de la Marine de Nantes, inscription par arrêté du 17 décembre 2013.
- Morbihan[66] :
  - Ancien couvent des Carmes à Sainte-Anne-d'Auray, inscription par arrêté du 18 janvier 2013, rectifié le 11 février 2013.